# Sucharit Bhakdi

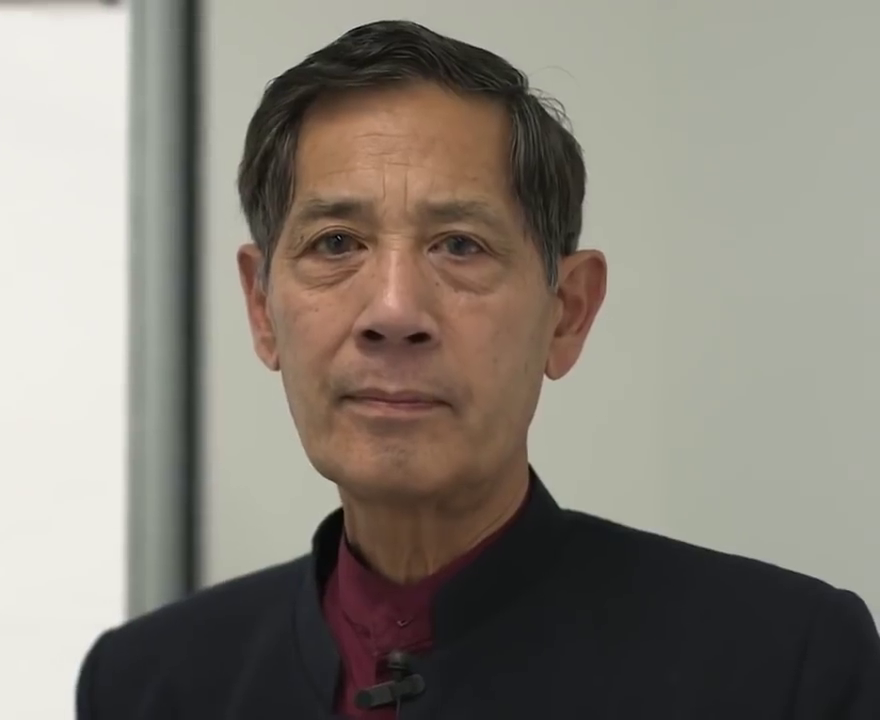
Sucharit Bhakdi (2020)

Sucharit Bhakdi (* 1. November 1946 in Washington, D.C., Vereinigte Staaten) ist ein deutscher Mediziner. Bis zu seinem Ruhestand 2012 war er als Professor und Lehrstuhlinhaber für Medizinische Mikrobiologie tätig, von 1982 bis 1990 an der Justus-Liebig-Universität Gießen, dann bis 2012 als Direktor des Instituts für Medizinische Mikrobiologie und Hygiene an der Johannes Gutenberg-Universität Mainz. Von 2016 bis Dezember 2020 beteiligte er sich als Gastwissenschaftler an Forschungsprojekten der Christian-Albrechts-Universität zu Kiel.
Seit März 2020 äußert sich Bhakdi in Videos, Interviews und zwei zusammen mit seiner Frau, der Biochemikerin Karina Reiß, verfassten Büchern ablehnend zu staatlichen Maßnahmen gegen die COVID-19-Pandemie und verbreitet Falschinformationen dazu. Infektiologen, Epidemiologen und weitere Experten widerlegten die meisten seiner Thesen. Zudem werden einige seiner Aussagen als antisemitisch kritisiert.

## Berufliche Laufbahn
Die Eltern von Sucharit Bhakdi (thailändisch สุจริต ภักดี [sut̚˨˩.t͡ɕa˨˩.rit̚˨˩ pʰak̚˦˥.diː˧]) sind Thailänder. Sein Vater war Botschafter seines Landes in der Schweiz. Seine Mutter studierte Humanmedizin an der Johns Hopkins University in Baltimore und begeisterte ihn nach eigener Aussage für das Fach. Bhakdi studierte Humanmedizin in Thailand, Ägypten und Deutschland, zuerst an der Universität Bonn. Dort war er zeitweise Privatassistent bei dem Internisten Walter Siegenthaler.
Im Februar 1971 wurde er an der Medizinischen Fakultät der Universität Bonn zum Doktor der Medizin promoviert. Von 1972 bis 1976 studierte er als Stipendiat der Max-Planck-Gesellschaft, später der Alexander-von-Humboldt-Stiftung am Max-Planck-Institut für Immunbiologie und Epigenetik in Freiburg im Breisgau. Nach einem einjährigen Studium an der Universität Kopenhagen arbeitete er von 1977 bis 1990 am Institut für Medizinische Mikrobiologie Gießen. Im Juli 1979 habilitierte er sich. 1982 wurde er zum C2-Professor und 1987 zum C3-Professor für Medizinische Mikrobiologie ernannt und 1990 an die Universität Mainz berufen. Dort leitete er ab Mai 1990 als C4-Professor das Institut für Medizinische Mikrobiologie und Hygiene. Von 1999 bis 2003 gehörte er zum Senat der Universität Mainz. Seit Anfang 2000 war er Sprecher des Sonderforschungsbereichs „Invasion und Persistenz bei Infektionen“ für die Deutsche Forschungsgemeinschaft. Für diese war er von 1995 bis 2003 auch als Fachgutachter für medizinische Mikrobiologie und Immunologie tätig, ebenso für die National Science Foundation (NSF) der USA sowie die entsprechenden Gesellschaften in Kanada und Israel. 1997 gründete er das Thai Network for Biomedical Research in Thailand. Damals besaß er die thailändische Staatsbürgerschaft.
Seit 1. April 2012 ist Bhakdi Professor im Ruhestand ohne Mitgliedschaftsrechte an der Universität Mainz und ihrer Medizinischen Fakultät. Ab 2016 beteiligte er sich an Forschungsprojekten der Medizinischen Fakultät der Universität Kiel; dieser Gestattungsvertrag wurde seitens der Universität wegen Bhakdis „unbelegter und nicht seriöser Behauptungen“ und Aussagen vorzeitig zum 31. Dezember 2020 beendet. Bhakdi ist mit der Kieler Biochemikerin Karina Reiß verheiratet und hat mit ihr einen gemeinsamen Sohn.

## Forschung

### Zum Immunsystem
Ab 1972 am Freiburger Max-Planck-Institut für Immunbiologie erforschte Bhakdi das Funktionieren der unspezifischen körpereigenen Abwehr. Er trug dazu bei, die Mechanismen besser zu verstehen, mit denen die großen Moleküle des Komplementsystems im Blut körperfremde Stoffe unschädlich machen.
1978 entdeckte Bhakdi ein Protein, das Zellen durch Einsenkung in die Zellmembran mit daraus resultierender Bildung einer Pore angreift und schädigt (siehe Membranangriffskomplex). Es handelte sich um das Vollstreckermolekül des Komplementsystems, das als Ergebnis einer Kettenreaktion des Immunsystems auf der Oberfläche von fremden Zellen gebildet wird. Daraufhin folgte die Entdeckung, dass Bakterien ihrerseits auch porenbildende Proteine produzieren können. Heute ist bekannt, dass die große Mehrzahl von krank machenden Bakterien Porenbildner produzieren, die zur Schädigung von Wirtszellen führen. 1984 lud die Royal Society in London Bhakdi ein, ihr das Konzept der Membranschädigung von Zellen durch Porenbildner vorzustellen. Fortan befasste sich Bhakdi schwerpunktmäßig mit der Forschung zu diesem Thema.

### Zur Atherosklerose
Die Untersuchungen des Komplementsystems führten Bhakdi auf das Gebiet der Atherosklerose. 1989 entdeckte er mit Tierversuchen, dass die Komplementkomponente C5 in Gefäßwänden dort aktiviert wird, wo sich das Low Density Lipoprotein (LDL) ablagert. Gemäß der aktuellen Lehrmeinung („Oxidationshypothese“) ist Atherosklerose eine polygene Krankheit, die durch ein komplexes Zusammenspiel mehrerer Umwelt- und genetischer Faktoren verursacht wird, besonders Cholesterin. Dieses wird via LDL im Blut transportiert und von den Zellen, die es benötigen, über zellständige Rezeptoren aufgenommen. Es kann sich aber beim Transport in den Blutgefäßwänden ansammeln und dort oder schon vorher oxidieren. Dadurch werden Monozyten angelockt, die das oxidierte LDL aufnehmen und sich in „Schaumzellen“ verwandeln. Diese stoßen dann chronische, gefäßwandschädigende Entzündungsreaktionen an. Bhakdi und seine Teamkollegen stellten dagegen 1998 die „Mainzer Hypothese“ auf, dass Atherosklerose nur monokausal durch den fehlenden Abtransport von LDL verursacht werde.
Nach Bhakdis Hypothese wird LDL grundsätzlich nicht oxidiert, aber Cholesterin wird ebenfalls von Monozyten aufgenommen und es bilden sich Schaumzellen. Jedoch kann das High Density Lipoprotein (HDL) Cholesterin wieder abtransportieren. Falls sich aber ein gewisses Maß an LDL lokal an der Gefäßwand anhäuft und der Abtransport nicht hinterherkommt, werden über einen Teil des Immunsystems entzündliche Reaktionen verursacht, die zur Atherosklerose führen. Damit könnte bei einer Senkung des LDL-Blutspiegels (und Blutdrucks) und einer Erhöhung des HDL-Spiegels eine Atherosklerose im Frühstadium rückgängig gemacht werden. Bhakdis Hypothese fand jedoch keinen Niederschlag in der gängigen Lehrmeinung.

### Auszeichnungen
Bhakdi erhielt für seine Forschungsarbeiten über die Wirkungsmechanismen bakterieller Toxine und von Complementfaktoren 1979 den Preis der Justus-Liebig-Universität Gießen, 1980 den Konstanzer Medizin-Preis, 1987 den Preis der Deutschen Gesellschaft für Hygiene und Mikrobiologie, 1988 den Dr.-Friedrich-Sasse-Preis, 1989 den Ludwig-Schunk-Preis für Medizin.
1989 erhielt er den Robert-Koch-Förderpreis der Stadt Clausthal-Zellerfeld, 1991 den deutsch-französischen Gay-Lussac-Humboldt-Preis.
1999 zeichnete die Deutsche Gesellschaft für Angiologie die Dozentin Mariam Klouche als Vertreterin von Bhakdis Mainzer Forschungsgruppe Atherosklerose mit dem vom Unternehmen Schwarz Pharma gestifteten Angiologischen Preis aus. Anlass war ihr Fachaufsatz Enzymatically modified, nonoxidized LDL induces selective adhesion and transmigration of monocytes and T-lymphocytes through human endothelial cell monolayers. 2001 erhielt Bhakdi den Aronson-Preis für „wegweisende Arbeiten auf dem Gebiet des Komplementsystems und bakterieller Toxine“.
1999 verlieh die Deutsche Gesellschaft für Arterioskleroseforschung Bhakdi den Gotthard-Schettler-Preis, 2005 den W.H. Hauss-Preis, 2009 die Rudolf-Schönheimer-Medaille für seine besonderen Verdienste in der Atheroskleroseforschung. 2005 erhielt er den Verdienstorden des Landes Rheinland-Pfalz.

## Haltung zur COVID-19-Pandemie
Bhakdi hat zu Coronaviren und damit verbundenen epidemiologischen Themen weder geforscht noch publiziert. Die wissenschaftliche Datenbank MEDLINE enthielt 2019 und 2020 keinen Artikel von ihm. Gleichwohl stellte er sich in der COVID-19-Pandemie in Deutschland als Experte dar und wurde von seinen Anhängern so gesehen. Ab 18. März 2020 (kurz nach Beginn des ersten „Lockdowns“) verbreitete er seine Ansichten über einen eigenen YouTube-Kanal. In einem seiner ersten Videos nannte er die staatlichen Coronamaßnahmen „sinnlos und selbstzerstörerisch“. Bis Ende März 2020 veröffentlichte er vier Videos und gab Ken Jebsen auf dessen YouTube-Kanal KenFM ein Interview dazu.

### Zu Fallzahlen
In einem Video vom 29. März 2020 stellte Bhakdi fünf Fragen zu seinen eigenen Behauptungen an die deutsche Bundeskanzlerin Angela Merkel:
- Man müsse zwischen Infizierten und tatsächlich Erkrankten unterscheiden. Aus welcher Statistik werde die Belastung der Krankenhäuser hochgerechnet?
- SARS-CoV-2 sei kaum gefährlicher als längst bekannte Coronaviren. Das an diese gewöhnte Immunsystem könne daher wohl auch das neue Virus abfangen. Wie viele Intensivfälle gingen auf neue, wie viele auf ältere Viren zurück?
- Der rasche Anstieg der Fallzahlen zeige eine unbemerkte Virusverbreitung, die somit nicht mehr zu verhindern sei. Die „offizielle Todesrate“ sei zu hoch angesetzt. Seien stichprobenartige Tests geplant, um die Dunkelziffer der Infizierten in der Bevölkerung einzugrenzen?
- Man dürfe nicht alle Toten, bei denen das Virus gefunden wurde, als Coronatote zählen. Die Statistik müsse zwischen „an“ oder „mit Covid-19 gestorben“ unterscheiden. Solle der unterschiedslose „Generalverdacht“ in Deutschland fortgesetzt werden?
- Die hohe Luftverschmutzung in Norditalien habe dessen Bewohner viel anfälliger für schwere Krankheitsverläufe gemacht und dort hohe Todeszahlen bewirkt. Das deutsche Gesundheitswesen besitze viel mehr Intensivstationen und sei daher kaum vom Kollaps bedroht. Werde die Bundesregierung die Deutschen über diese Unterschiede aufklären?[27]

Bhakdi warf Merkel also indirekt vor, sie habe mit lückenhaften Daten überzogene Maßnahmen eingeführt und betreibe Panikmache. Das Video wurde in 14 Tagen rund 2,2 Millionen Mal aufgerufen und zehntausendfach in anderen sozialen Medien geteilt.
Ab 23. März 2020 wiesen Faktenchecks öffentlich-rechtlicher und bundesweiter Medien Bhakdis Hauptthesen zurück:
- Das Virus sei durch höhere Ansteckungsraten, schwerere Krankheitsverläufe und fehlende Impfstoffe weit gefährlicher als die gewöhnliche Influenza.
- Laut dem Robert Koch-Institut (RKI) verliefen bis zu 20 % aller Fälle (nicht, wie Bhakdi behauptete, weniger als ein Prozent) schwer oder lebensbedrohlich. 51 bis 81 % zeigten deutliche Symptome.
- Bhakdis Schätzung von höchstens einer Million Infizierten in Deutschland und 30 Toten täglich sei viel zu niedrig und durch täglich hunderte Tote in anderen Staaten schon überholt. Ohne Maßnahmen würden die Fallzahlen rasch stark ansteigen und das deutsche Gesundheitssystem bald überlasten.
- Statistisch sterben jährlich weniger Italiener als Deutsche an Luftverschmutzung. Diese könne daher kein kausaler Auslöser der hohen Coronatodesraten in Italien, Spanien und Wuhan sein. Erste Studien dazu bewiesen aber eine Korrelation mit schweren Krankheitsverläufen.[29]
- Die Hochrechnung von zu erwartenden Krankenzahlen aus registrierten Infektionen sei nur ein (zugegeben ungenauer) Startpunkt für genauere Zahlen und für rechtzeitige Gegenmaßnahmen notwendig gewesen.[30]
- Bhakdis Fragen nach Todesraten, Dunkelziffer und Datenlücken seien legitim und würden auch von Forschern diskutiert. Doch für sie sei die lückenhafte Datenlage „kein Grund, Entwarnung zu geben“.[27] Bhakdi dagegen vermische „Fakten mit Spekulation und Desinformation.“[31]

In einem Interview mit Milena Preradovic am 25. April 2020 behauptete Bhakdi unter anderem:
- Über 80-jährige Deutsche stürben wahrscheinlicher an Herzerkrankungen oder Krebs als an Corona. Dazu berief er sich auf eine Studie von John Ioannidis, die jedoch auf unzuverlässigen Antikörpertests beruhte und daher von vielen Experten kritisiert worden war.
- In Italien seien nach offiziellen Angaben 88 % der registrierten Verstorbenen mit, nicht an dem Virus gestorben. Der Regierungsberater Walter Ricciardi hatte jedoch von 88 % vorerkrankten Coronatoten gesprochen und das Virus als ihre Todesursache nicht ausgeschlossen.
- In Deutschland und Italien seien kaum Autopsien durchgeführt worden. In beiden Staaten lagen bis dahin jedoch keine Gesamtzahlen dazu vor. In Hamburg, wo alle mit COVID-19 Gestorbenen obduziert wurden, stellte man das Virus im Mai 2020 bei 205 von 228 Toten (fast 90 %) als Todesursache fest.
- In Hamburg und Italien hätten alle im April 2020 mit COVID-19 Verstorbenen Vorerkrankungen gehabt. Doch laut dem RKI starben bis zum 17. Juni 2020 228 von 257 Hamburgern (fast 89 %) an dem Virus, nicht nur mit ihm. In Italien hatten laut dem Istituto Superiore de Sanità 3,6 % der Coronatoten vom 23. April 2020 keine Vorerkrankungen.
- Das Virus sei nicht gefährlicher als ein Grippevirus. Jedoch war diese Behauptung unbelegt: Bei Influenza lag die Letalität (Anteil der Toten an den Infizierten) im europäischen Jahresdurchschnitt bei 0,1 %; bei SARS-CoV-2 gab es dazu im Juni 2020 noch keine Erkenntnisse. Aussagen waren nur über den Fall-Verstorbenen-Anteil möglich, dieser lag laut RKI-Daten in Deutschland bei 4,7 %.
- Weil der Erreger mutiere, sei eine Impfung sinnlos. Laut dem Paul-Ehrlich-Institut (PEI) könnten jedoch nur mehrere akkumulierte Mutationen einer von Impfstoffen induzierten Immunität entkommen. Darum wurden Impfstoffe entwickelt, die auch gegen leicht veränderte Virusvarianten wirken; außerdem könne der Impfstoff wie bei der Grippeimpfung an Mutationen angepasst werden.

Deshalb bewertete der Faktencheckverein Correctiv diese Thesen Bhakdis als unbelegt bis falsch, die letzte als spekulativ. Das RKI bestätigte jedoch, dass es an und mit Corona Gestorbene als Coronatote registrierte, da die genaue Todesursache oft nicht feststellbar war.
Bis Mai 2020 erwiesen sich Bhakdis Hauptthesen statistisch als falsch:
- Das Virus tötete keineswegs nur im Verbund mit anderen Krankheiten. Nach damaligen Daten der Weltgesundheitsorganisation (WHO) waren etwa 20 % der gemeldeten Coronatoten jünger als 60 Jahre und nicht vorerkrankt. Die über 60-Jährigen hatten meist chronische Vorerkrankungen, hätten aber nach zwei Studien durchschnittlich neun bis 13 Lebensjahre länger leben können. Nach Obduktionen in Berlin war das Virus auch bei vielen Älteren ausschlaggebende Todesursache.
- Die Todeszahlen waren nicht überhöht: Das RKI vermutete bundesweit eher mehr als weniger Coronatote, weil seine Statistik nur auf das Coronavirus getestete Tote erfasste.
- Das RKI registrierte 20 % schwere Fälle, davon 6 % mit lebensbedrohlichen Verläufen. Auch die 80 % der „mild bis moderat“ eingestuften Fälle waren keineswegs symptomfrei. Dies widerlegte Bhakdis unbelegte Behauptung, nur 0,5 % der in Deutschland Infizierten zeigten schwere Symptome.
- Die Maßnahmen wirkten: Nach Modellrechnungen des Max-Planck-Instituts stoppte besonders die Kontaktsperre ab 22. März 2020 den exponentiellen Infektionsanstieg effektiv. Für die Nationale Akademie der Wissenschaften Leopoldina waren die Maßnahmen daher im Mai 2020 „dringend erforderlich“ und passten zur Bedrohungslage. Soforthilfen und umfangreiche Finanzpakete milderten die ökonomischen Pandemiefolgen. Eine fortlaufende Anpassung der Maßnahmen an die Entwicklung, nicht aber ihre völlige Aufhebung war daher weitgehend Konsens.
- Die leichte Übersterblichkeit ab April 2020, nach dem Ende der jährlichen Grippewelle, legte einen Zusammenhang mit der Coronapandemie nahe. Dass sie in Deutschland im europäischen Vergleich gering ausfiel, konnte mit den frühen und relativ strengen deutschen Coronamaßnahmen zusammenhängen. Laut dem Statistischen Bundesamt war dies aber erst Ende 2020 genauer feststellbar.

Nur der Einfluss von Luftschadstoffen auf COVID-19-Krankheitsverläufe wurde durch einige Studien bis Mai 2020 wahrscheinlicher, so auch für betroffene Gebiete in Deutschland.
Bis Juli 2020 wurden Bhakdis Thesen laut der Medical Tribune von einer „übergroßen Mehrheit der Experten“ als unwissenschaftlich eingestuft.
Schon 2016 hatten Bhakdi und Reiß ihr gemeinsames Buch Schreckgespenst Infektionen – Mythen, Wahn und Wirklichkeit veröffentlicht. Im Juni 2020 folgte ihr Buch Corona Fehlalarm?, das als „Sachbuch Taschenbuch“ rasch den ersten Rang der Spiegel-Bestsellerliste erreichte. Im August 2020 gaben die Autoren den Kieler Nachrichten dazu ein ausführliches Interview.
Mitte August 2020 führte Bhakdi mit dem Epidemiologen und Mathematiker Ulrich Mansmann (Ludwig-Maximilians-Universität München) ein öffentliches Streitgespräch. Darin behauptete Bhakdi erneut, die Pandemie sei gemessen an den Todeszahlen nicht gefährlicher als eine gewöhnliche Grippewelle. Mansmann verwies dagegen auf die möglichen Spätfolgen des Coronavirus, etwa Organschäden auch bei milden Krankheitssymptomen. Der anfängliche Lockdown sei durch die damalige Reproduktionszahl des Virus begründet gewesen. Bhakdi stimmte zu, vermisste aber eine regelmäßige Überprüfung dieser ersten Maßnahmen und forderte, sie ab sofort zu beenden. Er behauptete, es habe nie einen exponentiellen Anstieg an Neuinfektionen gegeben. Mansmann erwiderte, weil die Tests stark vermehrt wurden, widerspreche der relative Anstieg positiver Testergebnisse dem exponentiellen Wachstum nicht. Die Unterscheidung von an und mit COVID-19 Gestorbenen sei irreführend, da das Virus direkte Todesursachen wie Herz-Kreislauf-Versagen indirekt verursachen könne.
Bhakdi blieb dabei, dass nur Fälle, bei denen das Virus als ausschlaggebend obduziert werde, als Coronatote gezählt werden dürften. Mansmann zufolge wurden die Todesursachen zumindest in Bayern genau untersucht und keine infizierten Unfallopfer in die Statistik aufgenommen. Er schätzte die Fallsterblichkeit bei einer Dunkelziffer von etwa fünfmal mehr als den offiziell registrierten Infizierten auf 0,8 Prozent. Bhakdi schätzte sie dagegen auf nur 0,1 bis 0,3 Prozent, weil die anfangs oft falschen positiven Testergebnisse nun entfallen, die Zahl der „echten“ Infektionen aber laufend gesunken sei. Er folgerte, die Pandemie gehe oder sei bereits zu Ende. Der Eindruck einer zweiten Welle liege nur an vermehrten Tests. Erst ab November 2020 werde es den gewöhnlichen Anstieg wie bei jeder Grippewelle geben. Daher seien die bisherigen Maßnahmen nicht sinnvoll gewesen. Mansmann sah die AHA-Regeln weiter als sinnvoll an, hielt aber wie Bhakdi eine allgemeine Maskenpflicht auch für Schulkinder für sinnlos.
Von Mitte September bis Mitte Oktober 2020 verdoppelten sich die Zahlen der Coronakranken auf deutschen Intensivstationen. Bhakdi behauptete jedoch, dort lägen so wenige COVID-19-Kranke, dass die Coronapandemie als beendet anzusehen sei. Den starken Anstieg der Intensivfälle führte er auf Influenzaviren und unzuverlässige bzw. falsche PCR-Tests zurück. Daher lehnte er strengere Eindämmungsmaßnahmen ab. Mehrere Virologen wiesen diese Thesen als unhaltbar zurück. Laut Uwe Gerd Liebert (Universitätsklinikum Leipzig) ist das PCR-Testverfahren „extrem zuverlässig“: Es identifiziere einzigartige Abschnitte der viralen RNS und schließe Kreuzreaktionen mit saisonalen anderen Coronaviren weitestgehend aus. Jedes positive Testergebnis werde im Labor regulär doppelt kontrolliert. Bei unsicherem Ergebnis werde ein neuer Abstrich genommen; dies sei in seinem Labor erst bei 25 von 70.000 Tests (weniger als 0,04 %) vorgekommen. Zudem habe die Zweitprobe das positive Ergebnis meist bestätigt. Corinna Pietsch (Universitätsklinikum Leipzig) verwies zudem auf Gegentestungen bei endemischer Influenza, die keine falsch positiven Ergebnisse ergaben. Schlechte Abstriche würden eher ein falsches negatives Testergebnis bringen. Pietsch und die Virologin Isabella Eckerle erklärten: Patienten kämen erst Wochen nach ihrer Infektion auf Intensivstationen, so dass nach deren Belegung getroffene Maßnahmen zu spät erfolgen würden. Auf Kritik stieß, dass der Faktencheck erst nach einem Interview mit Bhakdi erschien, in dem er seine falschen Thesen unwidersprochen äußern konnte.

### Corona unmasked
In seinem und Reiß’ Buch Corona unmasked (Juni 2021) bestritt Bhakdi weiterhin die „zweite Welle“ an Coronafällen in Deutschland. Sein Beleg, eine Grafik der positiven Testergebnisse nach Kalenderwochen, reichte aber nur bis zur letzten Augustwoche 2020. Den folgenden rapiden Anstieg in der zweiten und dritten Welle ließ er weg und korrigierte diesen Fehler bis zum Erscheinen des Buchs nicht, obwohl andere Grafiken darin bis Ende 2020 oder März 2021 reichen. Später erwähnt das Buch explizit die zweite Welle, behauptet aber, sie habe erst im Oktober 2020 begonnen. Den tatsächlichen Beginn im Juli 2020 führte Bhakdi auf fehlerhafte PCR-Tests zurück. Für vermehrte Todesfälle in der dritten Welle machte er die Impfungen verantwortlich: Staaten mit besonders hohen Impfquoten hätten im Staatenvergleich auch „besonders hohe Sterbefälle“. Auch hier ließ er Statistiken weg, die ein Absinken der Sterberaten in Staaten mit hoher Impfquote zeigen. Ferner behauptete er tatsachenwidrig, es habe historisch bei keiner Epidemie oder Pandemie außer der Spanischen Grippe 1918 eine „zweite Welle“ gegeben. Diese Falschangaben stellte der Epidemiologe Joseph Kuhn in seiner Rezension fest.
Das Buch beschreibt Mund-Nasen-Schutz (Masken) und Impfungen als sinnlos und gesundheitsschädlich, verharmlost die Pandemie weiter und bezichtigt Fachwissenschaftler und Gesundheitsorganisationen des Lügens und Betrügens. Mit Paul Schreyer führte Bhakdi den Anstieg der Infizierten auf mehr Tests zurück und bestritt, dass Masken die Ausbreitung von COVID-19 verhindern. Dazu berief er sich auf den Kinderarzt Eugen Janzen. Dieser hatte behauptet, er habe an 20 ausgewählten Kindern „schwere, anhaltende und möglicherweise irreversible Schäden“ durch Masken festgestellt, und die Maskenpflicht mit einem Verbrechen gegen die Menschlichkeit verglichen. Bhakdi kritisierte die schnellen Zulassungsverfahren für Coronaimpfstoffe und die Zahlenangaben des PEI für Coronatote, belegte aber deren angebliche Mängel nicht. Das Buch wurde als wissenschaftsfeindlich, Bhakdis Quellennutzung als Cherry Picking, seine Behauptung, er sei unpolitisch, als unglaubwürdig kritisiert.

### Zu Impfstoffen
Im November 2020 behauptete Bhakdi mit Berufung auf die Studie von John Ioannidis erneut, von unter 70-jährigen Infizierten würden wahrscheinlich nur etwa 0,05 Prozent (fünf von 10.000) am Virus sterben. Ein Impfstoff könne diese geringe Sterbewahrscheinlichkeit nicht weiter verringern. Laut einem Faktencheck legte er damit fälschlich eine allgemeingültige Infektionssterblichkeit (Infection Fatality Rate, IFR) nahe und ließ Ioannidis’ Hinweis weg, dass sein Durchschnittswert wenig über die reale IFR aussagt, die sich je nach den betroffenen Regionen und Gruppen stark unterscheide. Bis dahin hatten wissenschaftliche Berechnungen für Deutschland eine zehnfach höhere IFR von 0,5 bis 1 Prozent ermittelt. Eine weltweite Studie vom Dezember 2020 bezifferte die wahrscheinliche IFR für 55-Jährige auf 0,4, für 65-Jährige auf 1,4, für 75-Jährige auf 4,6 und für 85-Jährige auf 15 Prozent. Ferner unterschlug Bhakdi, dass Impfungen weitgehend auch vor schweren bis tödlichen Krankheitsverläufen und Langzeitschäden (Long COVID) schützen sowie die Weiterverbreitung des Virus verringern, also auch bei einem sehr geringen IFR-Wert Sinn haben.
Am 6. Dezember 2020 behauptete Bhakdi im österreichischen Sender Servus TV, der „genbasierte“ Impfstoff gegen COVID-19 (gemeint war Tozinameran von Biontech und Pfizer) sei gefährlich und löse „recht schwere“ Nebenwirkungen aus. „Die Hälfte“ der damit in Großbritannien geimpften jungen, gesunden Menschen sei an „Fieber, Schüttelfrost, Muskelschmerzen, Gliederschmerzen, Kopfschmerzen“ erkrankt. Bei älteren vorerkrankten Menschen seien noch schlimmere Wirkungen zu erwarten. Die Impfungen in Großbritannien begannen jedoch erst zwei Tage nach Bhakdis Behauptung. Die Phase-3-Studie zur Impfstoffzulassung stellte nach Herstellerangaben „keine schwerwiegenden Nebenwirkungen“ fest. Am 10. Dezember 2020 gab The New England Journal of Medicine Details der Zulassungstests bekannt: Nach der zweiten Impfdosis waren Fieber bei 16 %, Muskelschmerzen bei 37 % und Schüttelfrost bei 35 % Prozent der bis 55 Jahre alten, noch viel weniger bei älteren Probanden aufgetreten. Nur bei Kopfschmerzen (52 % der jüngeren Teilnehmer) traf Bhakdis Angabe ungefähr zu. Ein Faktencheckteam der dpa bewertete seine Aussagen zu Nebenwirkungen daher als „ungenau und größtenteils übertrieben“.
Nach weiteren Studien waren solche Nebenwirkungen meist schwach bis mäßig und von kurzer Dauer. Laut dem Immunologen Christian Bogdan und dem Infektionsbiologen Stefan H. E. Kaufmann traten sie zwar häufiger als bei vielen etablierten Impfstoffen auf, waren aber unbedenklich. Dies prüfte das PEI nach der Zulassung in der EU weiter. – Ferner behauptete Bhakdi:
- Der Impfstoff sei an keinen Menschen aus Risikogruppen getestet worden. Dies war falsch: Der Impfstoff war nach Angaben der EMA an rund 45.000 Personen getestet worden, davon 18.000 über 65 Jahre alt und viele mit chronischen Lungen- und Herzerkrankungen, Diabetes, Bluthochdruck, Übergewicht und Allergien.
- Die Impfung löse „ganz schlimme allergische Reaktionen“ aus. Das betraf bis dahin von 140.000 Briten nur zwei, die schon früher allergisch auf Impfungen reagiert hatten. Darauf nahmen die britischen Behörden solche Allergiker von der COVID-19-Impfung aus. Der Infektiologe Leif Erik Sander sah kein allgemeines Impfrisiko für Allergiker.
- Die Antikörperbildung könne spätere Infektionen mit anderen Viren verstärken und etwa bei Influenza zu einem „explosionsartigen Verlauf“ führen. Sie könne zudem eine gefährliche Autoimmunerkrankung auslösen. Laut dem PEI sind diese Wirkungen zwar theoretisch möglich und werden erforscht, kamen aber praktisch bislang weder im Tierversuch noch bei geimpften Personen noch bei anderen mRNA-Impfstoffkandidaten vor.
- Der mRNA-Impfstoff mache Frauen unfruchtbar und schädige Schwangere oder ihren Embryo. Auch dafür hatte das PEI weder in präklinischen und klinischen Untersuchungen noch Tierversuchen Hinweise gefunden. Biontech kündigte für 2021 weitere Studien mit Schwangeren an.[44] Correctiv fand für die Unfruchtbarkeitsthese keinerlei Belege.[45]

In einem Video vom August 2021 behauptete Bhakdi, die Coronaimpfungen seien wegen der durch ältere Coronaviren erworbenen Grundimmunität der meisten Menschen unnötig. Dabei berief er sich auf eine dänische Studie an 200 Probanden, deren Ergebnisse er jedoch laut einem Faktencheck fehldeutete.
Im Juli 2021 widersprach Bhakdi Gerüchten, wonach Geimpfte das Spikeprotein des Virus an Nichtgeimpfte weitergeben und bei ihnen schwere Krankheiten und Defekte auslösen könnten („Impfstoff-Shedding“).
In einem Interview mit Report24 vom 14. Oktober 2021 behauptete Bhakdi, die Spikeproteine der COVID-19-Impfstoffe verursachten Angriffe des Immunsystems auf den eigenen Körper, die Kontroll-Lymphozyten deaktivieren. So könnten sich Herpes-Viren, das Epstein-Barr-Virus (EBV) und Krebszellen leichter im Körper ausbreiten und Hirn-, Herzmuskel- oder Leberentzündungen, Pneumonien sowie neue oder erneute Krebserkrankungen verursachen. Belege dafür nannte er keine; Nachfragen von Faktencheckern dazu beantwortete er nicht. Der Pathologe David Walt (Harvard Medicine School) erklärte, die Spikes des Sars-CoV-2-Virus seien bei schweren Infektionen toxisch; das durch den Impfstoff erzeugte Spikeprotein dagegen sei harmlos. Es wird nur lokal produziert, kann sich nicht vermehren und wird rasch wieder abgebaut. Bei den allermeisten geimpften Personen würden nur unvollständige Spikes gemessen, der Impfstoff wirke also wie beabsichtigt und sei „unglaublich sicher“. Laut dem PEI ergab sich für Herpes Zostern „kein Risikosignal innerhalb von 14 bzw. 30 Tagen nach allen vier zugelassenen COVID-19-Impfstoffen“. Der Virologe Benedikt Kaufer (Freie Universität Berlin) betonte, trotz Milliarden Impfungen gebe es keinen Hinweis auf vermehrte Reaktivierung der Herpes-simplex-Viren und des EBV. Auch Stefan H. E. Kaufmann (Max-Planck-Institut für Infektionsbiologie) erklärte, weder in den klinischen Zulassungsstudien noch gemeldeten Nebenwirkungen weltweit seien ihm Ausbrüche durch Herpes-Viren oder EBV bekannt. Die sehr seltenen Herzmuskelentzündungen und Sinusvenenthrombosen nach der Impfung seien höchstwahrscheinlich nicht auf EBV zurückzuführen. Die Krebsforscherin Marie von Lilienfeld-Toal (Friedrich-Schiller-Universität Jena) nannte Bhakdis Behauptungen zu Krebsfolgen „Unsinn“. Belegt sei vielmehr, dass Tozinameran auch für Krebspatienten sicher ist und die doppelte Impfung ihre Überlebenschancen sogar erhöht. Das Virus dagegen gefährdet Krebspatienten besonders. Daher empfehlen das Deutsche Krebsforschungszentrum (dkfz) und die Deutsche Gesellschaft für Hämatologie und Medizinische Onkologie (DGHO) eine COVID-19-Impfung auch für Krebserkrankte und betonen, dass alle zugelassenen Impfstoffe für sie sicher sind. Sie lösten weder einen Krebsrückfall noch schwere Autoimmunerkrankungen noch Unfruchtbarkeit aus und verschlimmerten diese auch nicht. Laut einer dkfz-Sprecherin haben zahllose Studien zu Impffolgen „keinerlei Anzeichen einer sogenannten Lymphopenie“ gezeigt. Vielmehr aktiviere die Impfung verschiedene Arten von Lymphozyten, andernfalls stelle sich die angestrebte Impfwirkung nicht ein. Für eine völlige Hemmung des Immunsystems seien „keine gestiegenen Fallzahlen im Zusammenhang mit der Impfung bekannt“. Das Niederländische Krebs-Institut hatte schon im August 2021 betont, es seien keine Daten für einen negativen Einfluss der COVID-Impfung auf eine Immunantwort gegen Krebszellen bekannt, und dieser sei auch nicht zu vermuten. Die Bundeszentrale für gesundheitliche Aufklärung (BZgA) und das National Cancer Institute in den USA bestätigten das auf ihren Webseiten.
In einem Video vom 7. Dezember 2021 behauptete Bhakdi, die COVID-19-Impfstoffe seien aufgrund gefälschter Studiendaten zugelassen worden, ihre Wirksamkeit sei nicht bewiesen und sie seien völlig unwirksam. Dazu berief er sich auf einen Artikel im British Medical Journal vom 2. November 2021, in dem eine ehemalige Mitarbeiterin der Ventavia Research Group angab, ihre Firma habe bei der Phase-3-Studie zum Impfstoff von Biontech/Pfizer Daten gefälscht und Nebenwirkungen nachlässig verfolgt. Correctiv e. V. prüfte dies und bewertete Bhakdis Thesen als falsch:
- Die Fehler der Studie von Ventavia betrafen laut Experten nur Daten zu rund 1000 (2,3 Prozent) der etwa 44.000 Teilnehmer und veränderten nicht das Gesamtergebnis der Zulassungsstudien von Biontech/Pfizer. Dies bestätigten Peter Gottfried Kremsner, Direktor des Instituts für Tropenmedizin an der Universität Tübingen, und Oliver A. Cornely, klinischer Infektiologe am Universitätsklinikum Köln.
- Mehrere unabhängige Nachfolgestudien in verschiedenen Staaten wiesen nach, dass diese Impfstoffe wirksam vor schweren Verläufen und Tod durch COVID-19 schützen. Anfang 2021 ergab eine Studie zu rund 600.000 geimpften Israelis, dass der Impfstoff zu 94 Prozent symptomatische COVID-19-Erkrankungen verhinderte. Im Oktober 2021 zeigte eine in der Fachzeitschrift The Lancet publizierte Studie, dass die doppelte Biontech/Pfizer-Impfung noch bis zu sechs Monate danach bei 93 Prozent von 3,4 Millionen infizierten US-Bürgern Krankenhauseinweisungen verhütete. Im Dezember 2021 schützte die Impfung laut dem Robert Koch-Institut alle geimpften erwachsenen Deutschen noch zu 68 Prozent vor einer symptomatischen COVID-19-Erkrankung, zu mehr als 80 Prozent vor schweren oder tödlichen Verläufen.[49]

Am 22. Dezember 2021 veröffentlichte Bhakdi auf der Website Rumble ein Video mit dem Titel „Der Beweis ist da: Impfung zerstört Immunsystem“. Darin behauptete er, es gebe Fakten, wonach alle genbasierten Impfstoffe (mRNA-Vakzine) das körpereigene Immunsystem zerstören. Dabei berief er sich auf Proben aus 15 Obduktionen, die der Pathologe im Ruhestand Arne Burkhardt untersucht habe. Dieser hatte zuvor mehrfach Impfschäden behauptet und Anfang Dezember bei einer Videokonferenz einige Folien dazu präsentiert. Dabei blieben Herkunft und Auswahl seiner Daten, Methodik, Probanden und Zeitraum der angeblichen Untersuchung unklar. Die Deutsche Gesellschaft für Pathologie hatte sich schon im Herbst von Burkhardts Behauptungen distanziert: Die präsentierten Daten seien nicht wissenschaftlich fundiert. Im Dezember bekräftigte sie, seine Ergebnisse könnten wegen der geringen Fallzahl nicht repräsentativ sein; das sei auch ohne pathologisches Wissen offensichtlich. Das PEI berichtete am 23. Dezember 2021, die Zahl der Todesfälle nach einer Coronaimpfung zeige für keinen der bisher in Deutschland eingesetzten Impfstoffe ein Risikosignal, auch nicht für die Booster-Impfung. Bhakdi dagegen gab Burkhardts Angaben als ultimativen Beweis aus, der jede weitere Forschung zu Impfrisiken erübrige. Er fuhr fort: „Sie töten unsere Kinder“. Er werde „aus diesem verdammten Land“ flüchten, damit auf seinen vierjährigen Sohn nicht „geschossen“ werde. Wegen solcher Aussagen galt er als Stichwortgeber von Coronaleugnern.
Der Immunologe Carsten Watzl bezeichnete Bhakdis Behauptungen schwerer Impfschäden als „unwissenschaftlichen Unsinn“:
- Bhakdi stelle Antikörper im Blut und in den Schleimhäuten fälschlich als völlig unabhängige Systeme dar und behaupte, die Impfung in den Oberarm erzeuge gar keine Antikörper in den Schleimhäuten und sei daher wirkungslos. Tatsächlich hätten die Zulassungsverfahren und die Auswertungen von Impfdaten aus vielen Staaten bewiesen, dass die Impfstoffe sehr wohl vor einer Infektion und vor einem schweren Verlauf schützten.
- Bhakdi behaupte, durch die Impfstoffe gelangten Spikeproteine in die Lymphknoten und erzeugten dort gefährliche Lymphozyten sowie Autoimmunreaktionen. Laut Watzl kann dagegen eine Immunreaktion nur in den Lymphknoten stimuliert werden. Bei einer Infektion der Lunge gelange mit dem Virus auch das Spikeprotein in die Lymphknoten.
- Bhakdi behaupte außerdem, der Impfstoff gelange in den ganzen Körper und in die Organe und richte dort fatale Schäden an. Das sei immunologisch unhaltbar. Die Spuren und Bruchstücke des Spikeproteins im Blut seien wenige Tage nach der Impfung so gering, dass sie keine biologischen Auswirkungen haben könnten. Man könne gar nicht so viel Impfstoff spritzen, dass er in den ganzen Körper gelange.
- Die in Bhakdis Video präsentierten Bilder von augenscheinlich geschädigten Organen und Gefäßen seien „kein wissenschaftlicher Beweis“. Ihre Herkunft sei völlig unklar, ebenso die Todesursache der zugehörigen Person. Ein Zusammenhang zwischen den gezeigten Infiltrationen und Impfungen sei „reine Spekulation“. Andere Ursachen seien weit wahrscheinlicher. Bhakdis Ausführungen dazu seien immunologisch „kaum nachzuvollziehen und teilweise wirr“.
- Bhakdis Behauptung, dass durch die Impfung viele Menschen schwer erkrankt seien, lasse sich empirisch nicht beweisen und beruhe auf falschen Prämissen.[51]

Im Januar 2023 behauptete Bhakdi in einem weit verbreiteten Video-Interview, Thailands Prinzessin und mögliche Thronfolgerin Bajrakitiyabha sei wegen einer Impfung mit dem COVID-19-Impfstoff von Pfizer erkrankt und kurz danach ins Koma gefallen. Daher habe er den höchsten Gesundheitsberatern von Thailands Regierung empfohlen, die Kaufverträge mit Pfizer zu kündigen und die Impfkampagne zu beenden. Zudem rief er Impfgegner Thailands dazu auf, eine Klage gegen Pfizer einzureichen. Diese Stelle wurde später aus seinem Originalinterview entfernt, um den Eindruck zu erwecken, er habe direkt mit dem Königshaus gesprochen. Die Webseite Journalistenwatch verbreitete Bhakdis Behauptungen im deutschsprachigen Raum. Am 3. Februar 2023 wies Thailands Regierung Bhakdis Angaben auf ihrer Facebookseite als „Fake News“ zurück und forderte, sie nicht zu verbreiten. Der Impfstoff sei sicher und werde weiterhin allgemein empfohlen. Die Regierung stelle die laufenden Lieferverträge mit Pfizer oder irgendeinem anderen Hersteller von COVID-19-Impfstoffen nicht in Frage und habe nicht angeordnet, die Impfungen zu stoppen oder zu bremsen. Nach Regierungsangaben hatte eine Mycoplasma-Infektion den Kollaps der Prinzessin verursacht. Diese Infektion hat laut Experten keinen Bezug zu COVID-19-Impfungen. Bhakdis thailändische Gesprächspartner waren nach Medienberichten keine Berater des Königshauses, sondern Impfgegner. Das Verbreiten von Fake-News zu COVID-19 und Impfungen ist in Thailand mit bis zu fünf Jahren, bei das Königshaus betreffenden Falschmeldungen mit bis zu 15 Jahren Gefängnis strafbar.
Im April 2024 behauptete Bhakdi öffentlich, die mRNA-Impfungen seien ein „satanisches Programm“, das Millionen Menschen geschädigt und verstümmelt habe. Die WHO setze darauf und bedrohe damit die Menschheit. Eine globale „Gesundheitsdiktatur“ sei seit hundert Jahren in Planung. Die Pockenimpfung habe nie gewirkt. Auch die Polio-Impfung sei „wahrscheinlich eine Riesenlüge“. Gegen Virenerkrankungen könne man nicht impfen.
Im Januar 2025 räumte Bhakdi in einem Interview mit einer Wiener Esoterikerin ein, dass die von ihm beschworenen schweren Folgeschäden der COVID-19-Impfungen (Zerstörung des Immunsystems, Krebs etc.) weitgehend ausgeblieben waren. Er erklärte dies damit, dass bei 60 oder 70 Prozent der Impfungen die (angeblichen) „Gene“ (Spikeproteine) vor Erreichen der menschlichen Zellen aus ihrer „Verpackung“ (ihrer Einbettung in der verabreichten Dosis) herausgefallen seien. Wie und wohin, erklärte er nicht. Auf Rückfragen, woran eine geimpfte Person das merken könne, antwortete er, das wisse er nicht.

### Politische Aktivitäten
Im April/Mai 2020 beriet Bhakdi einen Mitarbeiter der Abteilung KM4 (Krisenmanagement und Bevölkerungsschutz – Schutz kritischer Infrastrukturen) im deutschen Bundesministerium des Innern beim Erarbeiten eines Positionspapiers. Der Oberregierungsrat Stephan Kohn veröffentlichte es auf amtlichem Briefpapier. Das Bundesministerium distanzierte sich von Kohns „Privatmeinung“ und suspendierte ihn.
Im Mai 2020 gründeten Bhakdi, Reiß, die Ärzte Wolfgang Wodarg und Bodo Schiffmann sowie der Finanzwissenschaftler Stefan Homburg den Verein Mediziner und Wissenschaftler für Gesundheit, Freiheit und Demokratie e. V. (MWGFD). Bhakdi übernahm den Vorsitz. Die Mitglieder halten das Sars-CoV2-Virus für relativ ungefährlich und fordern, alle Schutzmaßnahmen dagegen zu beenden, obwohl wissenschaftliche Studien viele Thesen der Gründer bis dahin widerlegt hatten. Im Oktober 2020 das Finanzamt Passau dem Verein die vier Monate zuvor gewährte Gemeinnützigkeit. Es nannte laut Bhakdi als Grund die Vereinsagenda, „die Politik und die politischen Entscheidungen zu untergraben, (…) und Leute aufzurufen, gegen bestehende Gesetze und Regeln zu verstoßen wie gegen die Maskenpflicht.“ Bis September 2020 stand eine Liste mit Ärzten zur „Unterstützung bei Maskenbefreiungsattesten“ auf der Vereinswebseite.
Im Sommer 2020 trafen sich Bhakdi, Stefan Homburg und weitere Vereinsvertreter mit Sachsens Ministerpräsident Michael Kretschmer (CDU) zu einem als „wissenschaftlicher Runder Tisch“ deklarierten vertraulichen Gespräch. Dessen Inhalte gab die sächsische Staatskanzlei nicht bekannt, weil man dazu Stillschweigen vereinbart habe.
Nach Recherchen von Correctiv beteiligte sich Bhakdis Verein an einer bundesweiten Desinformationskampagne, die Gruppen wie „Eltern stehen auf“, „Ärzte für Aufklärung“ und „Freiheitsboten“ ab September 2020 über den Messengerdienst Telegram organisierten. Sie ließen Flugblätter in Millionenauflage drucken und von zehntausenden Helfern bundesweit verteilen, um die staatlichen Coronamaßnahmen mit Falschangaben zu untergraben, etwa einer angeblichen Schädigung von Kindern durch Mundnasenschutz. Bhakdis Verein vermittelte Kontakte zu Ärzten und Heilpraktikern, die Atteste zur Befreiung von der Maskenpflicht ausstellten. Bis Februar 2021 sammelte der Verein nach Eigenangaben mehr als 400.000 Euro Spenden. Davon finanzierte er die Flugblätter der „Freiheitsboten“ mit. Diese enthielten veraltete, irreführende, falsche und gefährliche Behauptungen über COVID-19, etwa über symptomlose Verläufe, Krankenhausschließungen und angebliche Krankheitsvorsorge. Bhakdi, Stefan Homburg und der Frauenarzt Ronald Weikl waren Unterzeichner des Flugblatts „Krankenhaussterben trotz Pandemie?“.
Laut seiner Homepage beansprucht der Verein „Wissenschaftlichkeit und Evidenz“ für seine Positionen, ruft aber zugleich dazu auf, „emotional berührende reale Geschichten von eigenen leidvollen Erfahrungen“ mit Covidmaßnahmen einzusenden, um viele Menschen auch darüber „zum Umdenken zu bewegen“. Ferner ruft er alle Ärzte dazu auf, mit Attesten möglichst viele, auch nicht vorerkrankte und besonders junge Menschen von der „komplett unsinnigen Maskenpflicht“ zu befreien. Dies begründet er mit schon widerlegten und unbewiesenen Angaben. Der Medizinrechtler Jens Prütting kritisierte den Aufruf als irreführend und warnte ihn befolgende Ärzte vor rechtlichen Konsequenzen. Die Landesärztekammer Baden-Württemberg betonte die ärztliche Sorgfaltspflicht. Im Juni 2021 forderte eine Vereinsanzeige Bundes- und Landesregierungen auf, „sämtliche noch bestehenden Grundrechtseinschränkungen sofort ersatzlos aufzugeben“, und zitierte das Widerstandsrecht nach Artikel 20 Abs. 4 GG. Medienanfragen, ob dies als Aufruf zum Widerstand zu verstehen sei, beantwortete der Verein nicht. Die Frankfurter Allgemeine Zeitung lehnte den Abdruck der Anzeige ab. Die Welt veröffentlichte eine Version ohne das Zitat. Bis Mitte Juli 2021 behauptete der Verein 19.000 namentlich ungenannte Unterstützer. Dann erklärte er, er nehme nur 25 Unterstützer auf, darunter 20 bekannte Mitglieder. Einige davon boten unwissenschaftliche Therapien gegen COVID-19 und andere Coronaviren an, etwa die lebensgefährliche Einnahme oder Injektion von Chlordioxid. Auf Anfragen dazu erklärte der Verein dies zur Privatsache der Mitglieder.
Der Verein behielt seine Ablehnung der Covidimpfstoffe trotz deren Erfolgen bei und behauptete noch im Februar 2025, sie verursachten „genetische Transfektionen“, deren „unübersehbare Schäden durch den Tarnbegriff Long-Covid kaschiert“ würden. Der Verein publiziert solche wissenschaftlich widerlegten Thesen nur in Youtube-Videos, Blogaufsätzen und auf Webseiten von Verschwörungsideologen. Der erste Vereinsvorsitzende Harald Walach befasst sich in rund 300 Publikationen vorrangig mit spirituellen Heilmethoden, Alternativmedizin, Homöopathie, Hellsehen, dem Kontakt zu Verstorbenen und Evidenzkritik. Der Verein veranstaltet für seine Anhänger regelmäßig „Pressesymposien“ ohne kritische Nachfragen auf Telegram, etwa zur angeblichen „gesundheitlichen Katastrophe“ durch mRNA-Impfungen und „toxischen Plänen“ der WHO.
Im Mai 2021 ließen sich Bhakdi und Karina Reiß in Nordrhein-Westfalen als Kandidaten zur Bundestagswahl 2021 für die im Juli 2020 gegründete Basisdemokratische Partei Deutschland aufstellen. Diese steht den „Querdenkern“ nahe, hat Kontakte zur AfD und stellte vor allem bekannte Gegner der Coronamaßnahmen als Kandidaten auf. Wegen ihrer Hauptforderung, die staatliche „Impfkampagne“ sofort zu beenden, gilt sie als „Anti-Impf-Partei“. Bhakdi forderte als Bundestagskandidat, man müsse „die Corona-Viren laufen lassen in der Bevölkerung“; so könnten die Menschen „eine Koexistenz mit diesen Viren aufbauen“.
Im Juli 2021 trat Bhakdi neben Wolfgang Wodarg mit einer Videobotschaft bei der „2. Konferenz für den Frieden“ des Rechtsesoterikers Erich Hambach in München auf.
Im Dezember 2021 veröffentlichte Bhakdis Verein MWGFD ein als „Haftungsinformation“ deklariertes Schreiben, das an Ärzte, Leiter von Gesundheitsämtern, Schulen, Gemeinden und politische Entscheidungsträger versandt werden sollte. Darin wurden bekannte Falschbehauptungen wiederholt, die Coronaimpfstoffe seien „unnötig“, „unwirksam“ und „gefährlich“; folglich könnten Ärzte für Impfungen ihrer Patienten damit haftbar gemacht werden. Ein Passauer Frauenarzt, der rund 1000 falsche Atteste zur Befreiung von der Maskenpflicht ausgestellt haben soll, versandte den Text an Kollegen in der Region München. Die Kassenärztliche Vereinigung Bayerns widersprach: Kein Arzt hafte, der ein zugelassenes Medikament vorschriftsgemäß anwende. Eher könne als „grober Behandlungsfehler“ gewertet werden, wenn ein Arzt einen impfwilligen Patienten nicht impft und diesem daraus ein Schaden entsteht.
Bhakdi hat Kontakte zur Impfgegnerpartei MFG–Österreich Menschen – Freiheit – Grundrechte und trat öfter als Redner bei ihren Veranstaltungen auf, so in Wien am 27. Februar 2022. Im November 2023 trat er bei einem „Coronasymposium“ der AfD im deutschen Bundestag auf, im April 2024 bei der FPÖ in Wien. Dort rief er dazu auf, den FPÖ-Klubobmann Herbert Kickl zu wählen: So könne heute „das österreichische Volk […] die Welt aus der Hölle“ retten, in die ein Österreicher (Adolf Hitler) sie vor 90 Jahren geführt habe.
Zum Wahlkampfabschluss der FPÖ am 24. September 2024 trat Bhakdi erneut in Wien auf.

### Reaktionen
Die Sozialpsychologin Pia Lamberty betonte im Mai 2020, Bhakdi sei kein Verschwörungsideologe, mache sich aber mit dem KenFM-Interview mit ihnen gemein und gebe ihnen wissenschaftliche Legitimation.
Die Medizinische Fakultät der Universität Kiel, das Exzellenz-Cluster Precision Medicine in Chronic Inflammation (PMI) und das Universitätsklinikum Schleswig-Holstein (UKSH) nahmen im August 2020 zu Bhakdis und Reiß’ Buch und Interview mit einem Brief an die Landesregierung Stellung: Ihre Hauptthesen seien unbelegt, verharmlosend, gesundheitsgefährdend und stünden „im Gegensatz zu seriösen internationalen wissenschaftlichen Erkenntnissen“. Sie baten die zuständige Kultusministerin Karin Prien, die bewährten Schutzmaßnahmen fortzusetzen. Präsidium und Senat der Universität, zwei Fachschaften und die Universitätsgesellschaft schlossen sich mit eigenen Stellungnahmen an. Im Oktober 2020 distanzierten sich auch die Johannes-Gutenberg-Universität Mainz und deren Universitätsmedizin „an entscheidenden Stellen“ von Bhakdis Coronathesen: Sie seien „irreführend bis falsch“ und nicht mit der Universität abgestimmt. Er berufe sich dabei fälschlich auf einen Status als „Emeritus“, den er nicht besitze.
Ende November 2020 löschte Youtube Bhakdis Kanal wegen medizinischer Fehlinformationen über COVID-19. Am 15. Dezember 2020 verlieh die Gesellschaft zur wissenschaftlichen Untersuchung von Parawissenschaften (GWUP) Bhakdi den Negativpreis Goldenes Brett vorm Kopf „für den größten unwissenschaftlichen Unsinn des Jahres“ 2020. Die Jury gab Bhakdi gegenüber den Kandidaten Attila Hildmann und Michael Ballweg den Vorzug, weil er alle Preiskategorien perfekt erfüllte. Als langjähriger Mediziner, der „es eigentlich besser wissen müsste“, sei er immer wieder mit Falschaussagen aufgefallen: Es werde keine zweite Coronawelle geben, der Großteil der Bevölkerung sei längst immun, man solle die Masken abnehmen. Diese Falschaussagen habe er trotz der zweiten Pandemiewelle und heftiger wissenschaftlicher Kritik nicht zurückgenommen und so eine konkrete Gefahr erzeugt. Mit seinem Bestseller habe er davon profitiert, sei zum beliebten Interviewpartner und Talkshowgast geworden. Seine Anhänger nähmen ihn als Autorität wahr, obwohl seine Meinungen weit vom wissenschaftlichen Konsens entfernt seien. So erfülle er das Misstrauen der „Querdenker“ gegen die Wissenschaft und illustriere das Phänomen der False Balance, auch falschen und widerlegten Meinungen ähnliches Gewicht wie den wissenschaftlichen Fakten zu geben.
Bhakdi publizierte seine Coronathesen nicht in wissenschaftlichen Fachzeitschriften mit Peer Reviews, so dass sie keiner wissenschaftlichen Kontrolle standhalten müssen. Darauf verwies die Sachbuchautorin Ingrid Brodnig im Januar 2021. Er sei schon „extrem oft“ mit Falschbehauptungen aufgeflogen. Der Arzt Matthias Soyka forderte Bhakdi zum Jahresbeginn 2021 auf, seine Irrtümer zuzugeben. Die Realität von circa 1000 täglichen Coronatoten am Jahresende 2020 und die bundesweite Übersterblichkeit trotz der Gegenmaßnahmen hätten seine Thesen widerlegt. Die Todesraten seien in manchen Staaten noch weit höher – „und zwar überall dort, wo die Regierungen so handelten, wie Bhakdi es empfahl.“ Sein Irrtum habe die Debatte über die Maßnahmen entgleiten lassen; seine Selbstkritik würde zur Versachlichung beitragen. Er würde damit wissenschaftliche und ärztliche Verantwortung übernehmen und verlorene Sympathien zurückgewinnen. Soyka schlug Bhakdi vor, seine Erkenntnisse einem Peer-Review-Verfahren in einer anerkannten Fachzeitschrift auszusetzen. Ärzte sollten wieder dort statt in Videos, Blogaufsätzen aus „obskuren Quellen“ und Websites von Verschwörungsideologen publizieren. So könnte Bhakdi das Verbreiten von Fake News erschweren und bei sorgfältiger ärztlicher Aufklärung von Patienten helfen.
Im Frühjahr 2022, nach der Anklage wegen Volksverhetzung gegen Bhakdi, leitete das Bildungsministerium von Rheinland-Pfalz ein Verfahren nach dem Landeshochschulgesetz ein, Bhakdi den Titel eines Professors abzuerkennen und ihm das Weiterführen des Titels wegen Unwürdigkeit zu untersagen. Das Verfahren ruht bis zum Ergebnis des Strafverfahrens. Es war das erste Mal, dass eine deutsche Landesregierung ein solches Verfahren einleitete. Dies ist nach einem Urteil des Bundesverfassungsgerichts möglich, falls ein Wissenschaftler die Grenzen der Wissenschaftsfreiheit stark überschreitet, etwa durch „systematische Ausblendung von Fakten, Quellen, Ansichten und Ergebnissen, die die Auffassung des Autors in Frage stellen“.
Die Sozialwissenschaftler Peer Pasternack und Andreas Beer vom Institut für Hochschulforschung an der Martin-Luther-Universität Halle-Wittenberg nannten Bhakdis Coronathesen 2022 als aktuell markantestes Beispiel für „destruktive Wissenschaftskommunikation“: Gestützt auf seine Reputation entwickle und verbreite er Positionen, „die sich aus einseitiger Auswahl und Deutung von Befunden ergeben und dadurch zum Teil oder in Gänze wissenschaftlich unseriös werden.“
Der Wissenschaftsjournalist Henrik Müller nannte Bhakdis Thesen zur Covid-19-Pandemie im Laborjournal als Beispiel für „Pseudo-Expertentum“: Er präsentiere sich seit 2020 als SARS-CoV-2-Experte, habe aber nie über Coronaviren geforscht und publiziert. Er beschreibe mRNA-Vakzine als „Verbrechen gegen die Menschlichkeit“, bezichtige Gesundheitsorganisationen des Betrugs und stelle sich als Opfer von „Massenmedien, Politik und ehemaligen Kollegen“ dar, der dafür „die Herzen von Millionen Menschen […] weltweit im Sturm erobert“ habe. Bhakdis Verein MWGFD wies mehrere Gesprächsangebote des Journals zurück.

## Antisemitische Aussagen
Im Februar 2021 warf Bhakdi der schleswig-holsteinischen Kultusministerin Karin Prien vor, mit ihrem Eintreten für das Maskentragen betreibe sie die „Vergiftung unserer Kinder durch CO2“. Laut dem Antisemitismusbeauftragten von Baden-Württemberg Michael Blume erhob Bhakdi diesen Vorwurf nur gegen die deutschjüdische Prien. Blume zählt Bhakdi zu den kommerziell erfolgreichen „Verschwörungsunternehmern“ der „Querdenker“-Szene. Er habe seinen Bestseller auch auf dem YouTube-Kanal „Kettner-Edelmetalle (Gold & Silber)“ beworben, dort vor drohenden Enteignungen gewarnt und so den Verkauf von Edelmetallen und Finanzprodukten gefördert.
In einem Interview vom April 2021, das am 14. Juli 2021 bekannt wurde, äußerte sich Bhakdi antisemitisch: „Die Juden“ hätten „das Böse“ aus NS-Deutschland gelernt und in Israel „noch schlimmer“ umgesetzt, so dass Israel jetzt „die lebende Hölle“ sei. Dies bezog sich im Kontext auf die Coronamaßnahmen der Regierung Israels. Damit reihte Bhakdi sich laut Blume in ähnliche Relativierungen des Nationalsozialismus und des Holocaust durch andere „Querdenken“-Vertreter ein, jedoch ohne die bei ihnen übliche Kodierung. Bhakdis Partei Die Basis wies die Kritik zurück. Der österreichische Sender ServusTV sagte weitere Auftritte mit Bhakdi ab. Der Goldegg Verlag kündigte an, keine weiteren Werke von ihm mehr zu verlegen und die älteren nicht mehr nachzudrucken. Das Jüdische Forum für Demokratie und gegen Antisemitismus (JFDA) kritisierte Bhakdis Aussagen als „Cocktail aus israelbezogenem Antisemitismus, Relativierung der Nazizeit und schlichtweg tendenziösen Falschaussagen“.
Bhakdi nahm seine Aussagen trotz vieler Proteste nicht zurück und erklärte sie nicht. Obwohl er seit Jahrzehnten in Deutschland lebt und publiziert, erklärte seine Partei später öffentlich, er sei kein deutscher Muttersprachler. Seine „unglückliche Wortwahl“ sei der „Sorge um die Menschen in Israel“ entsprungen und nicht antisemitisch. Der von Bhakdi geleitete Verein MWGFD veröffentlichte einen Brief angeblicher Holocaustüberlebender und ihrer Nachkommen, autorisiert von zwei israelischen Anwälten der Impfgegnerorganisation Anshei Emet. Darin wurden die aktuellen Coronamaßnahmen im Vergleich zum Holocaust als „größer und raffinierter“ bezeichnet. In einem Spendenaufruf für den vor deutscher Strafverfolgung ins Ausland geflohenen Impfgegner Stefan Hockertz verglich Bhakdi ihn mit den NS-Verfolgten und behauptete, die angeblichen Holocaustopfer und deren Nachkommen hätten die Impfung als „Einleitung des zweiten Holocausts“ bezeichnet.
Der Antisemitismusbeauftragte der Jüdischen Gemeinde Berlin, Sigmount A. Königsberg, und der Vorsitzende der WerteInitiative. jüdisch-deutsche Positionen, Elio Adler, stellten Strafanzeigen wegen Volksverhetzung gegen Bhakdi. Am 14. November 2021 stellte die Staatsanwaltschaft Kiel das Ermittlungsverfahren gegen ihn ein, weil sich die angezeigten Äußerungen „vornehmlich gegen den Staat Israel als solchen“ und die dortige COVID-19-Impfkampagne gerichtet hätten. Dass Bhakdi gezielt zu Hass gegen „die Juden“ aufreizen und die Zustände der NS-Zeit verharmlosen oder billigen wollte, sei ihm nicht sicher genug nachzuweisen. Diese Entscheidung kritisierte unter anderen der Strafrechtler Thomas Fischer: Bhakdis Kritik an Israels Coronamaßnahmen sei im Interviewkontext nur ein Beispiel für „das Volk der Juden“ und einen angeblichen „jüdischen Charakter“ oder eine „Wesensart“ von Juden allgemein, die sich beispielhaft in der „Hölle“ des Staates Israel erfülle. Auch Remko Leemhuis (American Jewish Committee Berlin), Sigmount Königsberg, die Jüdische Studierendenunion Deutschland (JSUD) und die Recherche- und Informationsstelle Antisemitismus (RIAS) kritisierten den Beschluss. Laut deren Referentin Anja Thiele stammt die Vorstellung, Juden symbolisierten das „absolut Böse“ oder „die Hölle“, aus dem Christentum des Mittelalters und wird heute auf Israel übertragen. Zudem beinhalte Bhakdis Aussage die für heutigen Antisemitismus typische Täter-Opfer-Umkehr, dass Israel schlimmer sei als NS-Deutschland. Der Präsident des Thüringer Verfassungsschutzes Stephan J. Kramer betonte, Bhakdi habe vom „Volk der Juden“ und „den Juden“, nicht nur vom Staat Israel gesprochen. Bhakdis Aussagen von „den Juden“ als monolithischer Einheit sind laut dem Antisemitismusbeauftragten für Schleswig-Holstein Peter Harry Carstensen gemessen an der international anerkannten Antisemitismusdefinition eindeutig antisemitisch. Sie zeigten für den Antisemitismusbeauftragten der Bundesregierung Felix Klein exemplarisch, dass in der Coronapandemie selbst von Bundestagskandidaten wieder „Hetze gegen Juden und schlimmste antisemitische Verschwörungsmythen offen in Fernsehkameras gesprochen werden“. Aus Anlass dieses Falls kritisierten sie den Umgang deutscher Justiz mit israelbezogenem Antisemitismus.
Danach behauptete Bhakdi in einem Interview „eine monströse, dämonische, satanische Agenda“ einer „winzige[n] Gruppe von Menschen“: Die „Reichsten der Welt“, die es sich leisten könnten, „Geld zu drucken“, hätten den Plan für die Impfkampagne schon vor 20 Jahren minutiös ausgeheckt und erfüllten ihn nun mit gekauften Politikern. Am 20. November 2021 vertrat Bhakdi diese Ansichten als Hauptredner einer Großdemonstration auf dem Wiener Heldenplatz.
Infolge einer Beschwerde Elio Adlers nahm die Generalstaatsanwaltschaft Schleswig das Ermittlungsverfahren gegen Bhakdi wieder auf und klagte ihn am 12. Mai 2022 erneut wegen Volksverhetzung an: zum einen wegen seiner Interviewäußerung vom April 2021, zum anderen wegen seiner Wahlkampfaussage vom 24. September 2021 in Kiel. Dort hatte er die Zulassung von COVID-19-Impfstoffen mit einem angeblichen „Endziel“ und einem „zweiten Holocaust“ verbunden. Am 5. Oktober 2022 ließ das Amtsgericht Plön die Anklage zu. Bhakdi verglich sie indirekt mit der Verfolgung im Nationalsozialismus und drohte dem Amtsgericht, es würden „international jetzt Protestler, Verteidiger von mir, parat stehen, und kommen“.
Im Strafprozess am 23. Mai 2023 betonte das Gericht, Bhakdi sei nicht wegen seiner Ablehnung der COVID-19-Impfungen angeklagt; diese sei nicht strafbar. Nach der Beweisaufnahme sprach das Gericht ihn vom Vorwurf der Volksverhetzung und Holocaustverharmlosung frei: Es sei nicht auszuschließen, dass seine Äußerungen nur die israelische Regierung gemeint hätten. Zwar sei der Vergleich einer Impfpflicht mit dem Holocaust nicht akzeptabel, aber als Teil einer Rede Bhakdis von der Meinungsfreiheit gedeckt. Eine Holocaustverharmlosung allein könne den öffentlichen Frieden nicht stören, zumal er zuletzt zum friedlichen Diskurs aufgerufen habe. Die Generalstaatsanwaltschaft legte Berufung beim Landgericht Kiel ein.
Ende September 2024 brachten die Jüdischen österreichischen Hochschüler:innen (JöH) bei der Staatsanwaltschaft Wien eine Sachverhaltsdarstellung gegen Bhakdi ein. Bei einer FPÖ-Wahlkampfveranstaltung hatte Bhakdi im Rahmen einer Rede über die COVID-Pandemie bzw. die Impfungen gesagt: „Wo Gewalt angewendet wird, da verschwindet die Menschlichkeit. Wo und wann ist in der Geschichte der Menschheit so viel Gewalt – körperlich, mental, verbal – angewandt worden? Die Antwort kennt ihr alle.“ Diese Aussage interpretierten die JöH als Verharmlosung des Holocaust.

## Publikationen
- Der Weg der Wahrheit. Dr. Sucharit Bhakdi im Gespräch. (2023) 3. Auflage, Kamasha Verlag, Fulda 2024, ISBN 978-3-936767-72-8.

Mit Karina Reiß:
- Corona unmasked. Neue Daten, Zahlen, Hintergründe. Goldegg, Berlin/Wien 2021, ISBN 978-3-99060-231-7.
- Corona Fehlalarm? Zahlen, Daten und Hintergründe. Goldegg, Berlin/Wien 2020, ISBN 978-3-99060-191-4.
- Schreckgespenst Infektionen. Mythen, Wahn und Wirklichkeit. Goldegg, Berlin/Wien 2016, ISBN 978-3-903090-66-8.

Weitere unter PubMed